# نومورا ياسوشي
نومورا ياسوشي (باليابانية: 野村靖؛ بالكانا: のむら やすし) هو دبلوماسي ياباني، ولد في 10 سبتمبر 1842 في هاغي في اليابان، وتوفي في 24 يناير 1909 في طوكيو (اليابان) في اليابان.